# KZ Danaïden
KZ Danaïden is een korfbalvereniging in het Bos- en Gasthuisdistrict van de Nederlandse stad Leiden. De club is ontstaan uit een fusie van de korfbalverenigingen De Danaïden en KZ Leiden.